# Liste der Biografien/Davie
Liste der Biografien |
Portal Biografien |
Personensuche
# |
A |
B |
C |
D |
E |
F |
G |
H |
I |
J |
K |
L |
M |
N |
O |
P |
Q |
R |
S |
T |
U |
V |
W |
X |
Y |
Z |
?
 
Da |
Db |
Dc |
Dd |
De |
Dg |
Dh |
Di |
Dj |
Dk |
Dl |
Dm |
Dn |
Do |
Dq |
Dr |
Ds |
Du |
Dv |
Dw |
Dy |
Dz
 
Daa |
Dab |
Dac |
Dad |
Dae |
Daf |
Dag |
Dah |
Dai |
Daj |
Dak |
Dal |
Dam |
Dan |
Dao |
Dap |
Daq |
Dar |
Das |
Dat |
Dau |
Dav |
Daw |
Dax |
Day |
Daz
 
Dava |
Davd |
Dave |
Davi |
Davl |
Davo |
Davr |
Davs |
Davu |
Davy
 
Davia |
Davic |
David |
Davie |
Davig |
Davil |
Davin |
Davio |
Davis |
Davit |
Daviz
Die Liste der Biografien führt alle Personen auf, die in der deutschsprachigen Wikipedia einen Artikel haben. Dieses ist eine Teilliste mit 248 Einträgen von Personen, deren Namen mit den Buchstaben „Davie“ beginnt.

## Davie
- Davie, Alan (1920–2014), schottischer Maler und Musiker
- Davie, Alexander Edmund Batson (1847–1889), kanadischer Politiker
- Davie, Deno (* 1965), britischer Radrennfahrer
- Davie, George Elder (1912–2007), schottischer Philosoph
- Davie, Grace (* 1946), britische Religionssoziologin
- Davie, Theodore (1852–1898), kanadischer Politiker
- Davie, William Richardson (1756–1820), US-amerikanischer Politiker, Gouverneur von North Carolina

### Daviel
- Daviel, Jacques († 1762), französischer Augenarzt und Entdecker einer Operationsmethode für den Grauen Star

### Davier
- Davier, Christoph Friedrich von (1726–1791), anhaltischer Geheimer Rat, Brigadegeneral
- Davier, Eduard Wiprecht von (1818–1895), deutscher Politiker, MdR
- Davier, Karl von (1853–1936), deutscher Politiker, Mitglied des Preußischen Abgeordnetenhauses, Kammerherr und Landrat
- Davier, Kurt von (1799–1880), anhaltischer Oberst und Kammerherr
- Davier, Michel (* 1942), französischer Experimentalphysiker

### Davies
- Davies of Coity, Garfield Davies, Baron (1935–2019), britischer Gewerkschaftsführer und Life Peer
- Davies, Adam (* 1971), US-amerikanischer Schriftsteller
- Davies, Adam (* 1982), englischer Snookerspieler
- Davies, Adam (* 1992), walisischer Fußballtorhüter
- Davies, Adrian (* 1966), walisischer Squashspieler
- Davies, Alan, walisischer Rugbyspieler und -trainer
- Davies, Alan (1924–1998), britischer Air Marshal
- Davies, Alan (1961–1992), walisischer Fußballspieler
- Davies, Alan (* 1966), britischer Schauspieler, Schriftsteller, Comedian und Fernsehmoderator
- Davies, Alex (* 1987), englischer Snookerspieler
- Davies, Alexa (* 1995), walisische Schauspielerin
- Davies, Alf (1882–1922), britischer Schwimmer und Wasserballspieler
- Davies, Alice (* 1870), englisch-britische Suffragette
- Davies, Alphonso (* 2000), kanadisch-liberianischer FußballspielerAlphonso Davies (* 2000)

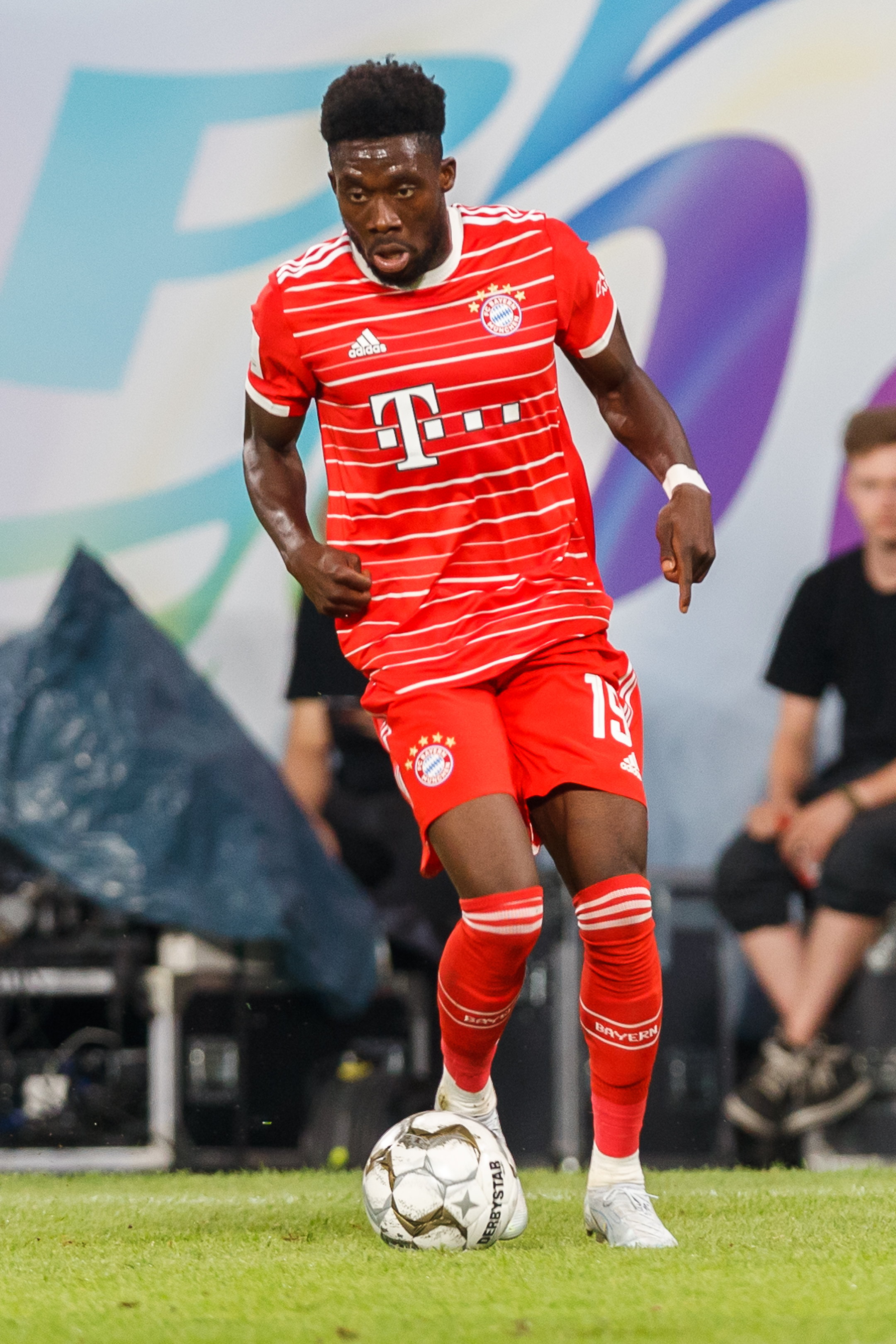
Alphonso Davies (* 2000)

- Davies, Alun (* 1942), walisischer Gitarrist und Songwriter
- Davies, Andrew (* 1936), britischer Schriftsteller und Drehbuchautor
- Davies, Andrew (* 1952), walisischer Politiker
- Davies, Angharad, walisische Improvisationsmusikerin
- Davies, Anne (1930–1995), US-amerikanische Eiskunstläuferin
- Davies, Annie (1910–1970), britische Fernsehproduzentin
- Davies, Anthony (* 1969), walisischer Snookerspieler
- Davies, Arthur B. (1862–1928), US-amerikanischer Maler
- Davies, Arwyn, Baron Arwyn (1897–1978), britischer Wirtschaftsmanager und Politiker
- Davies, Bea (* 1990), italienische Comic-Künstlerin und Illustratorin
- Davies, Ben (* 1981), englischer Fußballspieler
- Davies, Ben (* 1991), britischer Eishockeyspieler
- Davies, Ben (* 1993), walisischer Fußballspieler
- Davies, Ben (* 1995), englischer Fußballspieler
- Davies, Billy (* 1964), schottischer Fußballspieler und -trainer
- Davies, Bob (1920–1990), US-amerikanischer Basketballspieler
- Davies, Bob (* 1951), US-amerikanischer Autor, Mitarbeiter von Exodus International und Kirchenmusiker
- Davies, Bradley (* 1987), walisischer Rugbyspieler
- Davies, Carly-Sophia, britische Schauspielerin
- Davies, Caryn (* 1982), US-amerikanische Ruderin
- Davies, Cecil Whitfield (1895–1978), Elektrochemiker
- Davies, Cecil William (1918–2006), englischer Anglist und Theaterhistoriker
- Davies, Cecilia, gambische Politikerin
- Davies, Chama (* 1964), sambischer Politiker
- Davies, Charlie (* 1986), US-amerikanischer Fußballspieler
- Davies, Chaz (* 1987), britischer Motorradrennfahrer
- Davies, Chris (* 1954), britischer Politiker und Mitglied der Liberaldemokraten
- Davies, Chris (* 1967), walisischer Politiker der Conservative Party
- Davies, Christian (1667–1739), irische Soldatin
- Davies, Christopher (* 1946), britischer Segler
- Davies, Claudia (* 1972), deutsche Fernsehmoderatorin
- Davies, Clint (* 1983), australischer Fußballspieler
- Davies, Colin Cameron (1924–2017), spanischer Ordensgeistlicher, römisch-katholischer Bischof von Ngong
- Davies, Craig (* 1986), walisischer Fußballspieler
- Davies, Curtis (* 1985), englischer Fußballspieler
- Davies, Cyril (1932–1964), britischer Bluesmusiker
- Davies, Dave (* 1947), englischer MusikerDave Davies (* 1947)

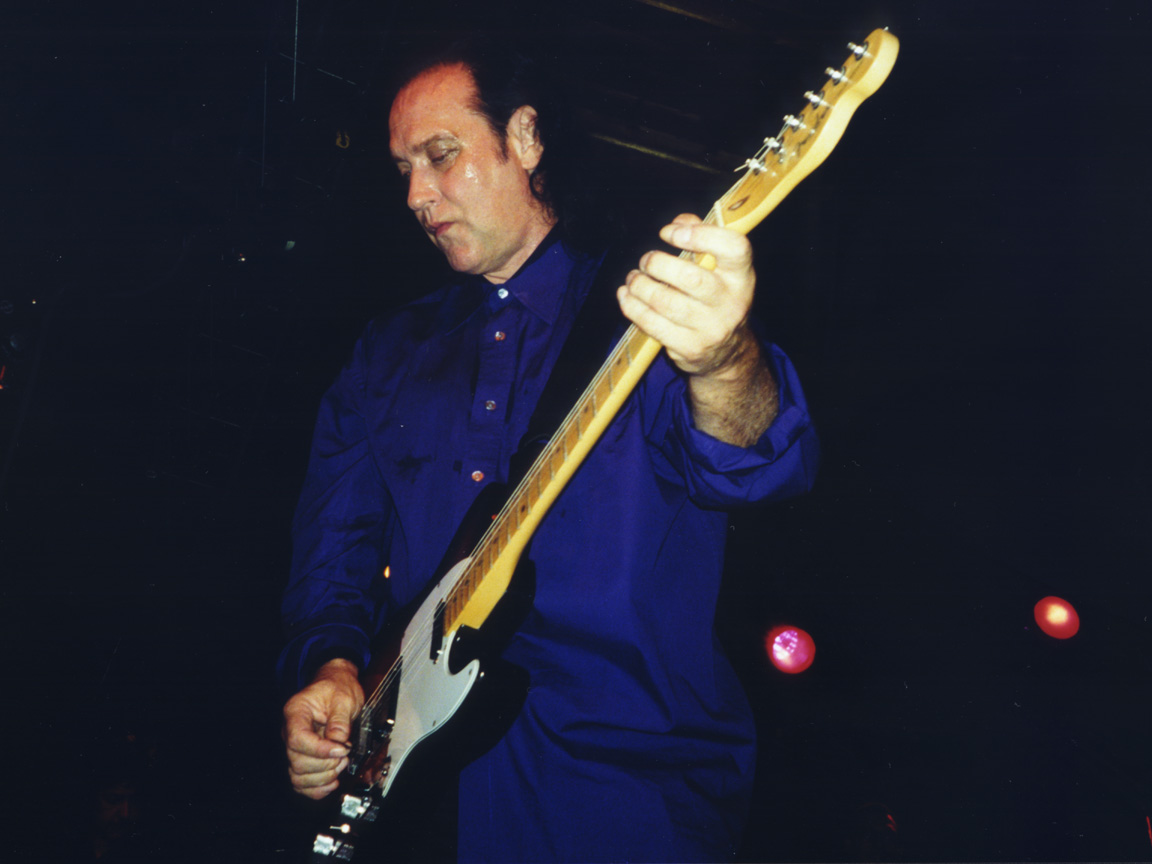
Dave Davies (* 1947)

- Davies, David (1864–1939), australischer Maler
- Davies, David (* 1985), britischer Schwimmer
- Davies, David R. (1927–2016), britisch-amerikanischer Biophysiker
- Davies, David, 1. Baron Davies (1880–1944), britischer Politiker
- Davies, David, 3. Baron Davies (1940–2024), britischer Peer und Politiker (Liberal Democrats)
- Davies, Debbie (* 1952), US-amerikanische Bluesgitarristin und Sängerin
- Davies, Deborah Kay, walisische, englischsprachige Autorin
- Davies, Dennis Russell (* 1944), US-amerikanischer Dirigent, Pianist und Kammermusiker
- Davies, Denzil (1938–2018), walisischer Politiker der Labour Party
- Davies, Don (* 1963), kanadischer Politiker
- Davies, Donald Watts (1924–2000), britischer Physiker
- Davies, E. Brian (1944–2025), britischer Mathematiker
- Davies, Edward (1779–1853), US-amerikanischer Politiker
- Davies, Eileen (* 1948), britische Filmschauspielerin
- Davies, Elfed, Baron Davies of Penrhys (1913–1992), britischer Politiker, Mitglied des House of Commons
- Davies, Elmer David (1899–1957), US-amerikanischer Politiker und Jurist
- Davies, Emily (1830–1921), englische Aktivistin
- Davies, Emma (* 1970), britische SchauspielerinEmma Davies (* 1970)

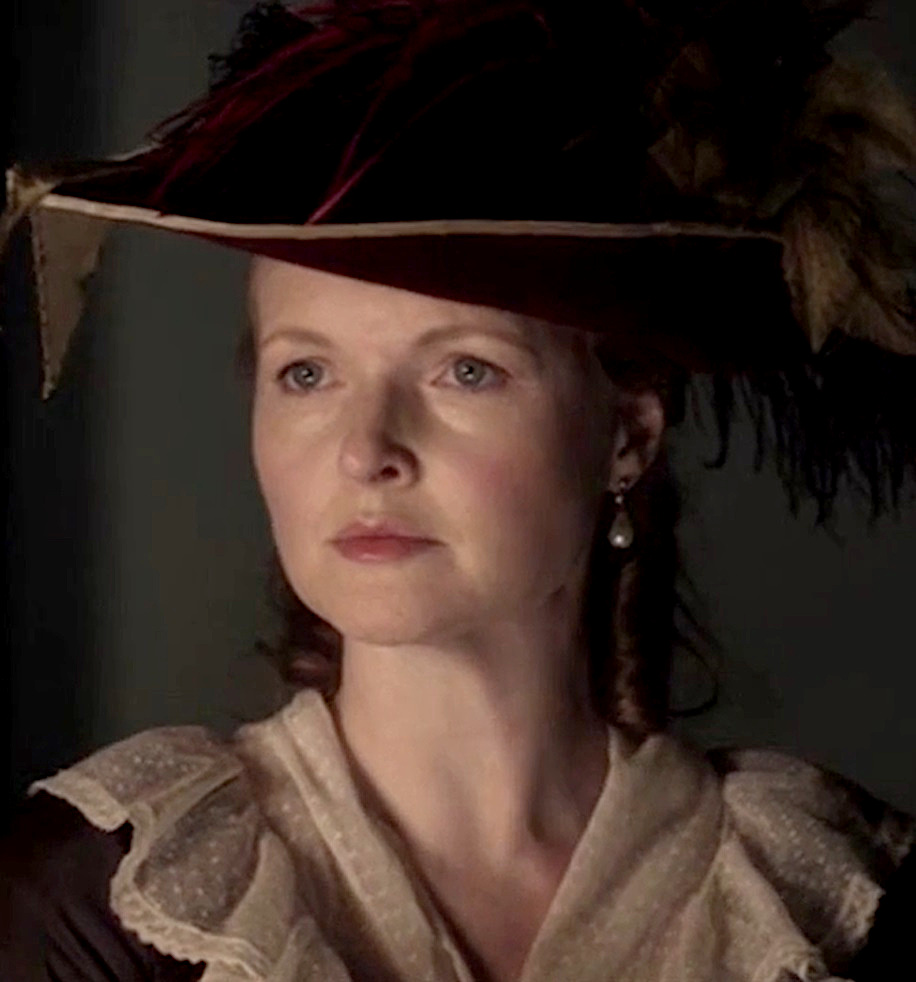
Emma Davies (* 1970)

- Davies, Evan Mervyn, Baron Davies of Abersoch (* 1952), britischer Politiker und Life Peer
- Davies, Fanny (1861–1934), englische Pianistin, Klavierlehrerin und Schülerin Clara Schumanns
- Davies, Franziska (* 1984), deutsche Osteuropa-Historikerin
- Davies, Freya (* 1995), englische Cricketspielerin
- Davies, Gail (* 1948), US-amerikanische Country-Sängerin und Songschreiberin
- Davies, Gareth (* 1969), walisischer Squashspieler
- Davies, Gareth Alban (1926–2009), walisischer Dichter und britischer Hispanist
- Davies, George (* 1940), US-amerikanischer Stabhochspringer
- Davies, George (* 1996), sierra-leonischer Fußballspieler
- Davies, George M. Ll. (1880–1949), walisischer Politiker
- Davies, Georgia (* 1990), britische Schwimmerin
- Davies, Georgia (* 1999), australische Musikerin und Bassistin
- Davies, Geraint Wyn (* 1957), britisch-kanadischer Theater- und Film- und Fernsehschauspieler und Regisseur
- Davies, Gerald (* 1945), walisischer Rugbyspieler
- Davies, Gideon (* 1964), englischer Biochemiker
- Davies, Glenn (* 1950), australischer anglikanischer Erzbischof
- Davies, Grant (* 1963), australischer Kanute
- Davies, Greg (* 1968), britischer Komiker und Schauspieler walisischer AbstammungGreg Davies (* 1968)

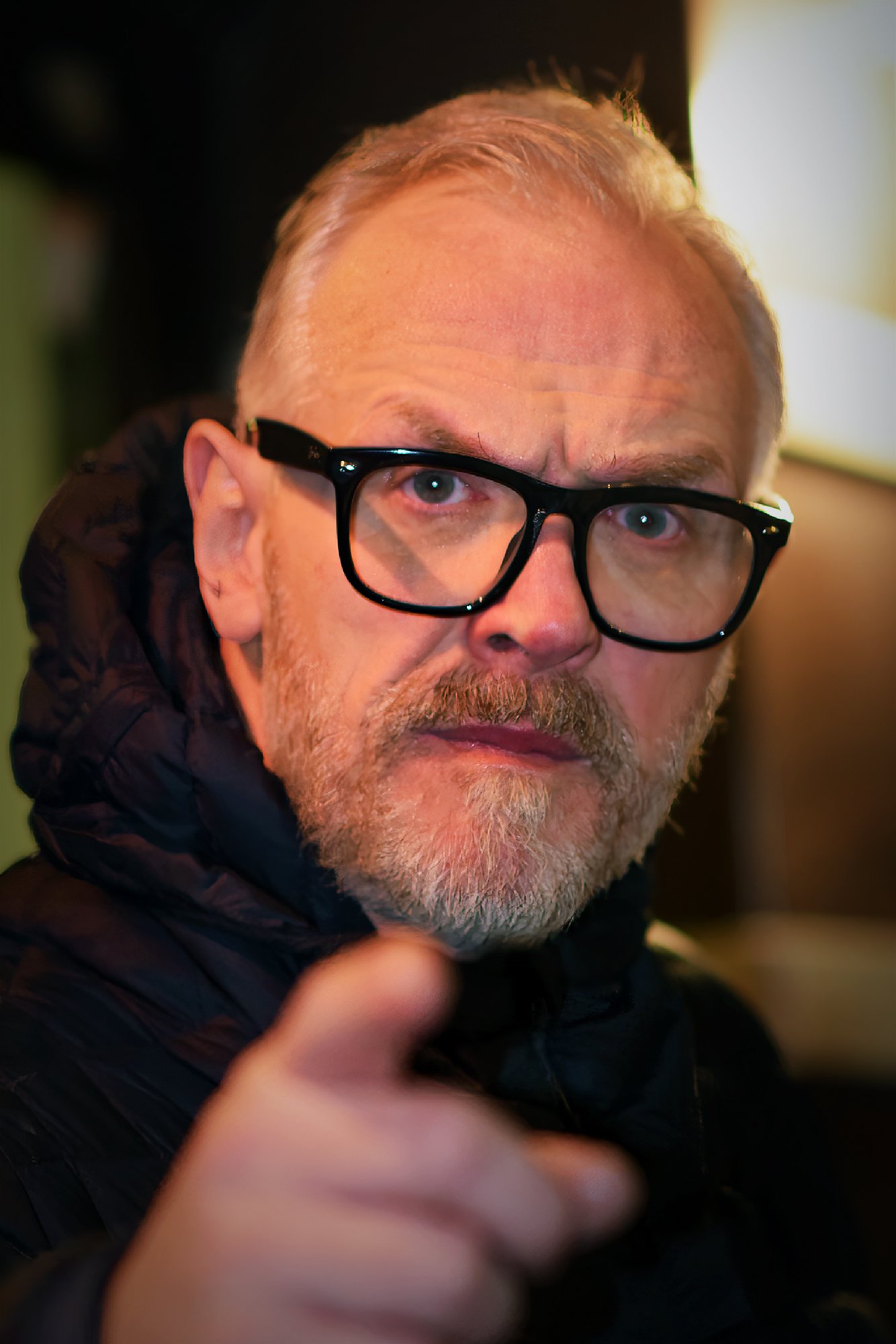
Greg Davies (* 1968)

- Davies, Gwendoline (1882–1951), walisische Sammlerin und Mäzenin
- Davies, H. W., englischer Badminton- und Tennisspieler
- Davies, Harold, Baron Davies of Leek (1904–1985), britischer Politiker, Mitglied des House of Commons
- Davies, Helen (* 1986), englische Badmintonspielerin
- Davies, Henry Eugene (1836–1894), US-amerikanischer Generalmajor
- Davies, Henry Walford (1869–1941), englischer Komponist, Organist und Hochschullehrer
- Davies, Howard (1906–1993), südafrikanischer Hürdenläufer und Sprinter
- Davies, Howard (* 1944), britischer Sprinter
- Davies, Howard (* 1951), britischer Historiker und Betriebswirtschaftler
- Davies, Hugh (1943–2005), britischer Komponist, Improvisationsmusiker und Musikwissenschaftler
- Davies, Hugh Sykes (1909–1984), englischer Dichter
- Davies, Hunter (* 1936), britischer Schriftsteller und Journalist
- Davies, India Lillie, britische Schauspielerin, Sängerin und Model
- Davies, Jack (1913–1994), britischer Drehbuch- und Buchautor
- Davies, Jackson (* 1950), kanadischer Schauspieler
- Davies, Jakob (* 2003), kanadischer Schauspieler
- Davies, James (1906–1999), kanadischer Radrennfahrer
- Davies, James (1934–2020), kanadischer Radrennfahrer
- Davies, Jamie (* 1974), britischer Automobilrennfahrer
- Davies, Jeremy (1935–2022), englischer römisch-katholischer Priester, Arzt und Exorzist
- Davies, Jeremy (* 1969), US-amerikanischer SchauspielerJeremy Davies (* 1969)

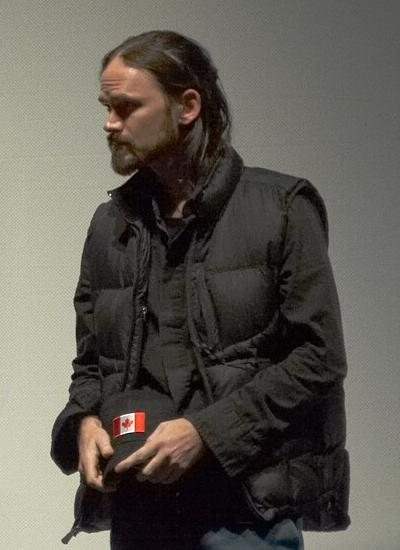
Jeremy Davies (* 1969)

- Davies, Jimmy (1929–1966), US-amerikanischer Automobilrennfahrer
- Davies, Joanne (* 1972), englische Badmintonspielerin
- Davies, Joe (* 2001), britischer Skilangläufer
- Davies, John (1916–1979), britischer Politiker, Mitglied des House of Commons und Wirtschaftsmanager
- Davies, John (* 1927), britischer Geistlicher, Bischof von Shrewsbury
- Davies, John (1928–2009), kanadischer Eishockeyspieler
- Davies, John (1929–2020), australischer Schwimmer
- Davies, John (* 1934), britischer Fernsehregisseur, -produzent und Drehbuchautor
- Davies, John (1938–2015), walisischer Historiker und Medienautor
- Davies, John (1938–2003), neuseeländischer Leichtathlet
- Davies, John (* 1946), britischer Maler und Bildhauer
- Davies, John (* 1949), britischer Mittelstreckenläufer
- Davies, John (* 1952), britischer Hindernisläufer
- Davies, John (* 1953), britischer Geistlicher, Erzbischof von Wales
- Davies, John, englischer Musiker und Musical-Sänger
- Davies, John C. (1857–1925), US-amerikanischer Jurist und Politiker
- Davies, John C. (1920–2002), US-amerikanischer Politiker
- Davies, John Howard (1939–2011), britischer Schauspieler und Fernsehregisseur
- Davies, John K. (* 1937), britischer Althistoriker und Archäologe
- Davies, John Paton (1908–1999), US-amerikanischer Diplomat
- Davies, John R. T. (1927–2004), britischer Jazzmusiker (Altsaxophon, Trompete, Posaune, Orgel, Banjo, Gitarre), Toningenieur und Musikproduzent
- Davies, Jonathan (* 1988), walisischer Rugbyspieler
- Davies, Jonno (* 1992), britischer Schauspieler und SynchronsprecherJonno Davies (* 1992)

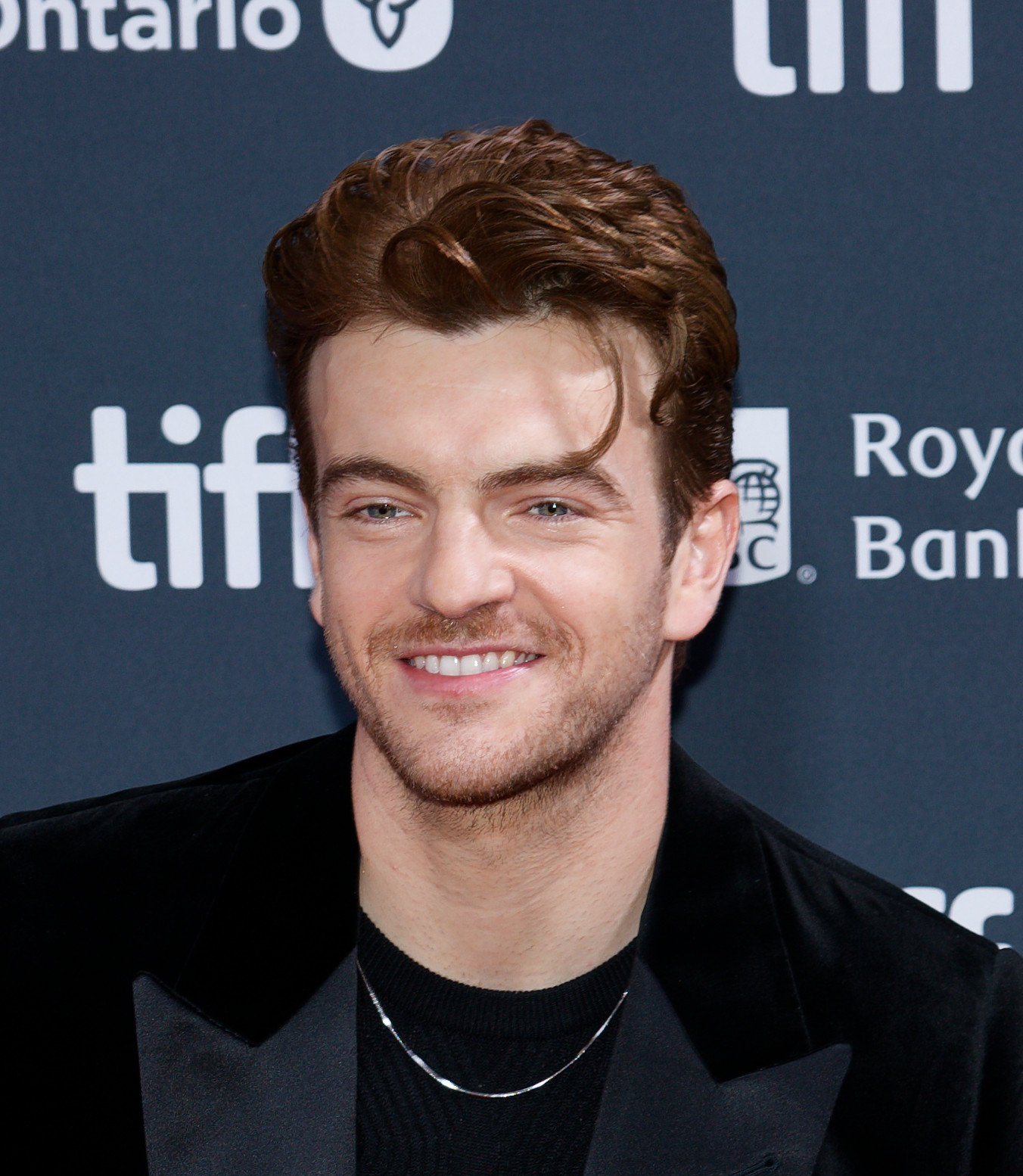
Jonno Davies (* 1992)

- Davies, Joseph E. (1876–1958), US-amerikanischer Jurist und Diplomat
- Davies, Josephine, britische Jazzmusikerin (Saxophon, Flöte, Komposition)
- Davies, Judy-Joy (1928–2016), australische Schwimmerin und Sportjournalistin
- Davies, Julian (1931–2013), britischer Bassist und Tubist des Traditional Jazz
- Davies, Julian (* 1971), britischer Judoka
- Davies, Julius (* 1994), australischer Fußballspieler
- Davies, Justin (* 2003), britischer Mittelstreckenläufer
- Davies, Karl (* 1982), britischer Schauspieler
- Davies, Kay (* 1951), britische Humangenetikerin
- Davies, Keith (1934–2024), englischer Fußballspieler
- Davies, Kevin (* 1977), englischer Fußballspieler
- Davies, Kimberley (* 1973), australische Schauspielerin
- Davies, Kylie (* 1987), walisische Fußballspielerin
- Davies, Lane (* 1950), US-amerikanischer Schauspieler
- Davies, Laura (* 1963), englische Proette
- Davies, Leslie (* 1984), walisischer Fußballspieler
- Davies, Leslie P. (1914–1988), britischer Schriftsteller
- Davies, Liam (* 2006), walisischer Snookerspieler
- Davies, Libby (* 1953), kanadische Politikerin
- Davies, Louis Henry (1845–1924), kanadischer Richter und Politiker, Vorsitzender des Obersten Gerichtshofes und Premierminister von Prince Edward Island
- Davies, Luke (* 1962), australischer Romanautor, Dichter und Drehbuchautor
- Davies, Lynn (* 1942), britischer Leichtathlet
- Davies, Macx (* 1992), kanadischer Biathlet
- Davies, Maggie (* 1984), britische Skeletonpilotin
- Davies, Malcolm (* 1951), britischer Gräzist
- Davies, Margaret (1884–1963), walisische Sammlerin und Mäzenin
- Davies, Marion (1897–1961), US-amerikanische Schauspielerin
- Davies, Mark (* 1959), britischer römisch-katholischer Geistlicher und Bischof von Shrewsbury
- Davies, Mark (* 1988), englischer Fußballspieler
- Davies, Matthew, englischer Snookerspieler
- Davies, Merton Edward (1917–2001), US-amerikanischer Astronom
- Davies, Mervyn (1946–2012), walisischer Rugbyspieler
- Davies, Michael (* 1986), amerikanischer Eishockeyspieler
- Davies, Michael Treharne (1936–2004), britischer Autor
- Davies, Mike (1936–2015), britischer Tennisspieler
- Davies, Morgan (* 2001), australischer Schauspieler
- Davies, Myrick († 1781), Gouverneur von Georgia
- Davies, Nesta, britische Eiskunstläuferin
- Davies, Nigel (1920–2004), britischer Ethnologe und Altamerikanist
- Davies, Nigel (* 1960), englischer Schachspieler und -trainer
- Davies, Norman (* 1939), britisch-polnischer Historiker
- Davies, Oliver Ford (* 1939), britischer Schauspieler und SchriftstellerOliver Ford Davies (* 1939)

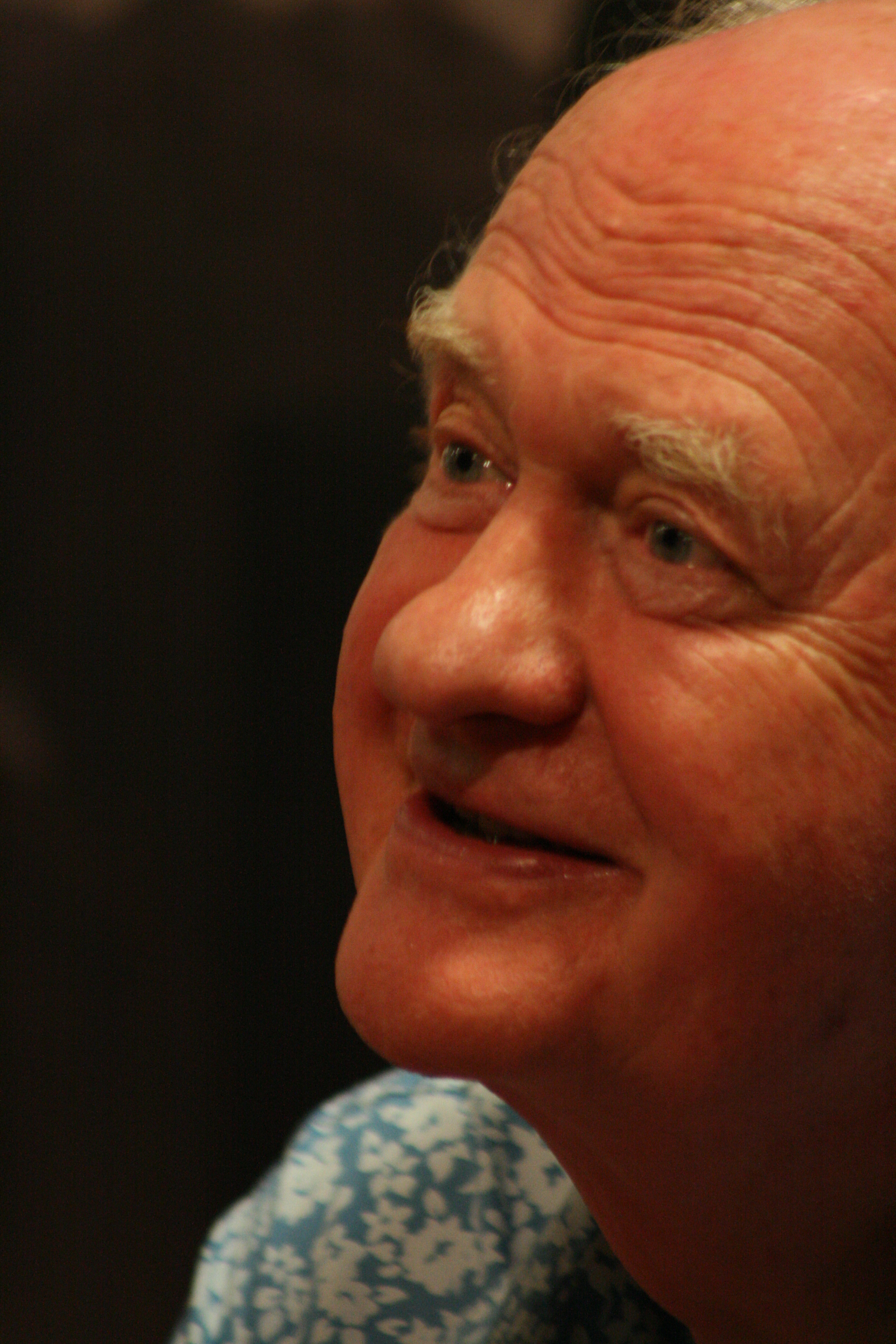
Oliver Ford Davies (* 1939)

- Davies, Omar (* 1947), jamaikanischer Politiker (PNP)
- Davies, Pamela (* 1962), britische Soziologin und Kriminologin
- Davies, Patricia Joan (* 1956), simbabwische Hockey-Spielerin
- Davies, Paul (* 1946), britischer Physiker und Sachbuchautor
- Davies, Paul (* 1970), walisischer Snookerspieler
- Davies, Peter, Filmeditor
- Davies, Peter Maxwell (1934–2016), britischer Komponist
- Davies, Phil (* 1963), walisischer Rugbynationaltrainer und ehemaliger Rugbyspieler
- Davies, Philip, britischer Soziologe und Politikwissenschaftler
- Davies, Pixie (* 2006), britische Schauspielerin und Synchronsprecherin
- Davies, Quentin (1944–2025), britischer Politiker (Conservative Party, Labour Party), Mitglied des House of Commons
- Davies, Ray (* 1944), britischer MusikerRay Davies (* 1944)

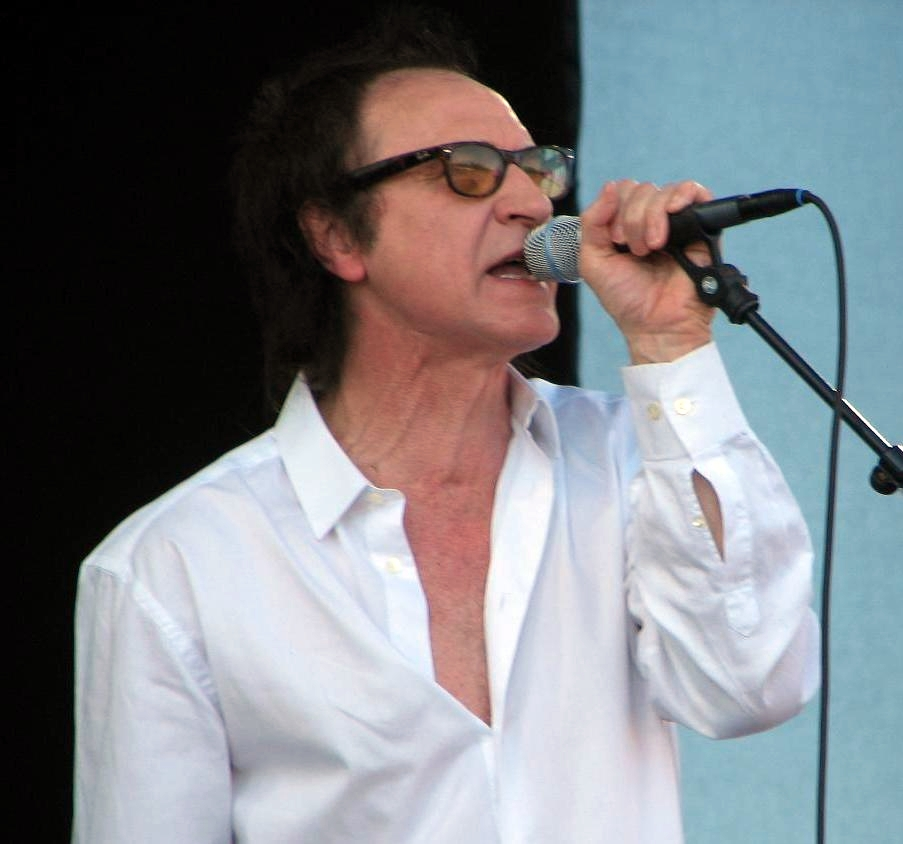
Ray Davies (* 1944)

- Davies, Rhodri (* 1971), britischer Musiker
- Davies, Rhys (1901–1978), walisischer Schriftsteller
- Davies, Rick (* 1944), britischer Musiker und Songschreiber
- Davies, Ritchie (* 1971), walisischer Dartspieler
- Davies, Rob (* 1948), südafrikanischer Politiker
- Davies, Robertson (1913–1995), kanadischer Schriftsteller, Kritiker, Journalist und Professor
- Davies, Robin (1954–2010), britischer Film- und Fernsehschauspieler
- Davies, Roger (* 1950), englischer Fußballspieler
- Davies, Roger L. (* 1954), britischer Astronom
- Davies, Roger, 3. Baron Darwen (1938–2011), britischer Politiker und Peer
- Davies, Ron (1942–2013), walisischer Fußballspieler
- Davies, Ron (* 1946), britischer Politiker (Labour Party), Mitglied des House of Commons
- Davies, Rose (* 1999), australische Langstreckenläuferin
- Davies, Rupert (1916–1976), britischer SchauspielerRupert Davies (1916–1976)

Rupert Davies (1916–1976)

- Davies, Russell T (* 1963), britischer Fernsehproduzent und Drehbuchautor
- Davies, Samantha (* 1974), britische Segelsportlerin und Einhandseglerin
- Davies, Sarah, britische Osteuropahistorikerin mit dem Arbeitsschwerpunkt Stalinismus
- Davies, Scott, US-amerikanischer Pokerspieler
- Davies, Seth, US-amerikanischer Pokerspieler
- Davies, Sharron (* 1962), britische SchwimmerinSharron Davies (* 1962)

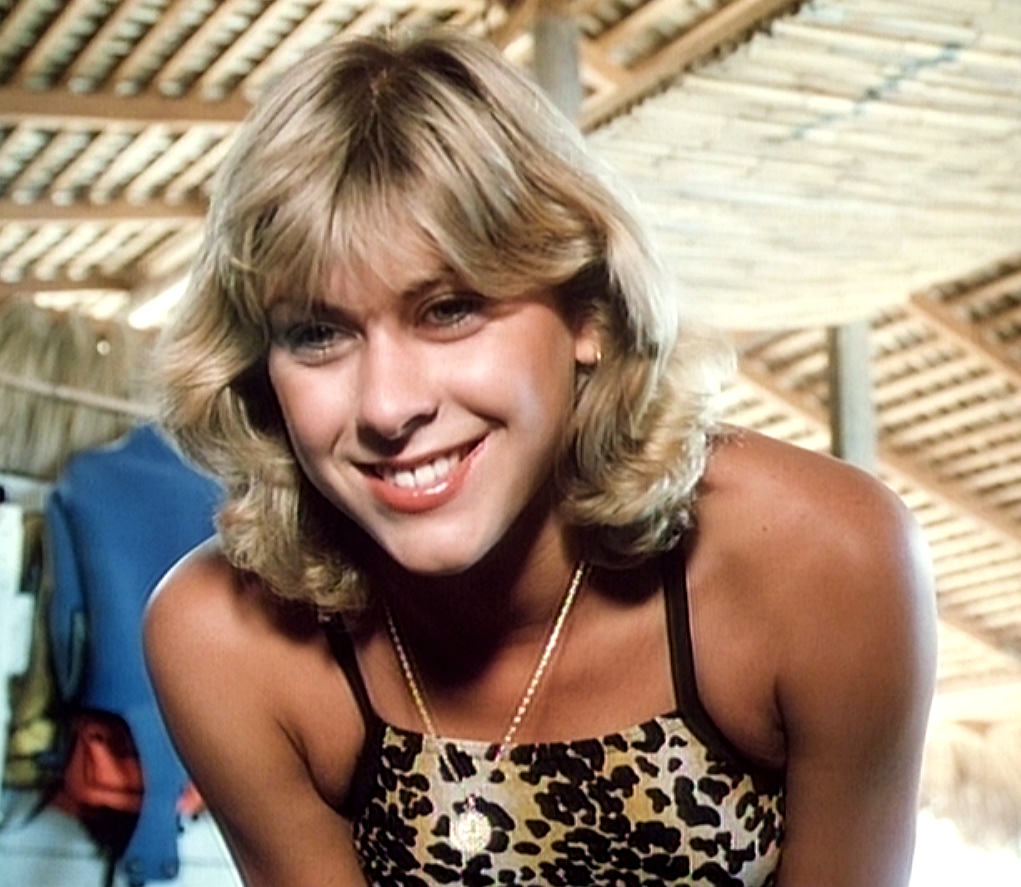
Sharron Davies (* 1962)

- Davies, Simon (* 1979), walisischer Fußballspieler
- Davies, Stephen (* 1969), australischer Hockeyspieler
- Davies, Stephen (* 1976), britischer Schriftsteller und Missionar
- Davies, Stephen G. (* 1950), britischer Chemiker
- Davies, Steven (* 1986), englischer Cricketspieler
- Davies, Suzie, britische Szenenbildnerin
- Davies, Terence (1933–2022), australischer Ruderer
- Davies, Terence (1945–2023), britischer Filmregisseur
- Davies, Tessa (1940–1988), britische Szenenbildnerin
- Davies, Thelma (* 2000), liberianisch-US-amerikanische Sprinterin
- Davies, Theodora Llewelyn (1898–1988), britische Rechtsanwältin und Aktivistin
- Davies, Thomas D. (1914–1991), US-amerikanischer Militär, Konteradmiral der United States Navy
- Davies, Tim (* 1959), britischer Pop-Art Künstler
- Davies, Tom (* 1998), englischer Fußballspieler
- Davies, Tom (* 2003), walisischer Fußballspieler
- Davies, Valentine (1905–1961), US-amerikanischer Drehbuchautor, Filmproduzent, Filmregisseur
- Davies, Valerie (1912–2001), britische Schwimmerin
- Davies, Valerie Todd (1920–2012), neuseeländische Zoologin mit einem Schwerpunkt auf Arachnologie
- Davies, William († 1956), uruguayischer Fußballspieler
- Davies, William (1814–1891), britischer Paläontologe
- Davies, William, britischer Filmproduzent und Drehbuchautor
- Davies, William Henry (1871–1940), walisischer Lyriker
- Davies, William T. (1831–1912), US-amerikanischer Politiker
- Davies, Windsor (1930–2019), britischer Schauspieler und Sänger
- Davies-Colley, Eleanor (1874–1934), britische Chirurgin
- Davies-McDaniel, Olivia (* 1997), US-amerikanisch-philippinische Fußballtorhüterin
- Davies-Osterkamp, Susanne (1943–1995), deutsche Psychologin und Hochschullehrerin
- Daviess, Joseph Hamilton (1744–1811), US-amerikanischer Major und Kommandant der Dragoner der Bürgerwehr (Indiana)

### Daviet
- Daviet, Benjamin (* 1989), französischer Parasportler
- Daviet, Jean-Pierre, französischer Wirtschaftshistoriker